# Cliff Tucker
Cliff Tucker (El Paso, Texas, 12 de enero de 1989-Balmorhea, Texas, 28 de mayo de 2018) fue un baloncestista estadounidense que se desempeñó como alero o escolta de último paso por Atenas de la Liga Nacional de Básquet de Argentina. 

## Carrera universitaria
Tucker jugó baloncesto universitario para los Maryland Terrapins, el equipo de baloncesto de la Universidad de Maryland que competía en la Atlantic Coast Conference de la División I de la NCAA. En sus cuatro años allí, jugó 131 partidos, promediando 6 puntos, 2,3 rebotes y 1,3 asistencias por encuentro. 
Se presentó al Draft de la NBA de 2011, pero no fue seleccionado por ninguna franquicia. En consecuencia tomó la decisión de retornar a la universidad y transferirse a la Universidad de Texas en El Paso, con el propósito de sumarse al equipo de fútbol americano de los UTEP Miners. Tras una temporada, finalizó su carrera universitaria y comenzó a jugar al baloncesto profesionalmente. 

## Carrera profesional
Tucker se presentó al Draft de la NBA Development League en noviembre de 2012, siendo elegido en la tercera ronda por el Springfield Armor. Sin embargo no terminó la temporada, ya que su equipo lo apartó del plantel para permitir la contratación de Kenny Adeleke.
Jugó luego con los Huracanes de Tampico de la Liga Nacional de Baloncesto Profesional de México, donde jugó la temporada 2013-14. Luego de ello actuó en la máxima categoría del baloncesto venezolano y dominicano, antes de retornar a México y renovar su vínculo por una nueva temporada con los Huracanes.
En marzo de 2015 se unió a los Indios de Ciudad Juárez de la Liga de Básquetbol Estatal de Chihuahua. Un mes después fichó con Academia de la Montaña, equipo con el cual terminaría como subcampeón de la Liga Colombiana de Baloncesto. Tras esa experiencia, Tucker partió a Europa, donde jugaría la siguiente temporada repartida en equipos del ascenso de Hungría y Alemania. Luego de ello, en el verano de 2016, jugó para el equipo dominicano San Sebastián del Baloncesto Superior de Espaillat.
Volvió a México en el primer semestre de 2017 para jugar en el CIBACOPA con los Náuticos de Mazatlán.
Su última experiencia como profesional fue en el Atenas de la Argentina, a donde llegó en septiembre de 2017 y de donde se fue en octubre del mismo año. Sólo jugó 5 partidos correspondientes al Torneo Súper 20.

## Fallecimiento
Tucker falleció el 28 de mayo de 2018 en un accidente automovilístico en la Interestatal 10, a 5 kilómetros de la ciudad de Balmorhea, Texas.
Un año después de su muerte, se creó la Cliff Tucker Foundation, una organización no gubernamental creada para apoyar a jóvenes estudiantes para que puedan asistir a la universidad.